# Belo Polje (Gornji Milanovac)
Pour les articles homonymes, voir Belo Polje.
Belo Polje (en serbe cyrillique : Бело Поље) est un village de Serbie situé dans la municipalité de Gornji Milanovac, district de Moravica. Au recensement de 2011, il comptait 229 habitants.

## Démographie
| 1948 | 1953 | 1961 | 1971 | 1981 | 1991 | 2002 | 2011 |
| ---- | ---- | ---- | ---- | ---- | ---- | ---- | ---- |
| 484  | 449  | 415  | 368  | 351  | 314  | 256  | 229  |

|  |